# Србија на Светском првенству у атлетици у дворани 2010.
Србија је други пут самостално учествовала на 13. Светском првенству у атлетици у дворани 2010. одржаном у Дохи од 12. до 14. марта. Репрезентацију Србије представљало је троје такмичара (2 мушкарца и 1 жена) који су се такмичили у три дисциплине.
На овом првенству Србија није освојила ниједну медаљу. Није било нових рекорда.

## Учесници
| Мушкарци: - Горан Нава, АК Партизан, Београд — Трка на 1.500 метара - Асмир Колашинац, АК Партизан, Београд — Бацање кугле | Жене: - Татјана Митић, АК Железничар Ниш, Ниш — 60 м |  |

## Резултати

### Мушкарци
| Атлетичар       | Дисциплина   | Лични рекорд | Квалификације | Квалификације | Финале                | Финале       | Детаљи |
| Атлетичар       | Дисциплина   | Лични рекорд | Резултат      | Место         | Резултат              | Место        | Детаљи |
| --------------- | ------------ | ------------ | ------------- | ------------- | --------------------- | ------------ | ------ |
| Горан Нава      | 1.500 м      | 3:40,65 НР   | 3:42,79       | 6. у гр. 3    | Нису се квалификовали | 16 / 24 (25) |        |
| Асмир Колашинац | Бацање кугле | 20,64 НР     | 20,10         | 7. у гр. Б    | Нису се квалификовали | 10 / 20 (22) |        |

### Жене
| Атлетичарка   | Дисциплина | Лични рекорд | Квалификације | Квалификације | Полуфинале            | Полуфинале            | Финале                | Финале       | Детаљи |
| Атлетичарка   | Дисциплина | Лични рекорд | Резултат      | Место         | Резултат              | Место                 | Резултат              | Место        | Детаљи |
| ------------- | ---------- | ------------ | ------------- | ------------- | --------------------- | --------------------- | --------------------- | ------------ | ------ |
| Татјана Митић | 60 м       | 7,37         | 19,70         | 5. у гр. 1    | Није се квалификовала | Није се квалификовала | Није се квалификовала | 26 / 34 (35) |        |